# Sonic: After the Sequel
Sonic: After the Sequel — фанатская компьютерная игра 2013 года в жанре платформер, созданная бразильским студентом Фелипе Данелузом (LakeFeperd) и основанная на серии игр Sonic the Hedgehog. Действие игры происходит между играми Sonic the Hedgehog 2 и Sonic the Hedgehog 3 из основной серии. Является 2-й игрой Данелуза, следующей за Before the Sequel — интерквел между Sonic the Hedgehog и Sonic the Hedgehog 2. Как и в предшественнике, эта игра отправляет ежа Соника и его помощника Тейлза в приключение, в котором нужно забрать изумруды хаоса у доктора Эггмана.
Источником вдохновения послужила игра Sonic Heroes, а также другие игры из серии Sonic the Hedgehog и не только. С целью экономии времени для разработки игры был использован движок Multimedia Fusion 2. Игра была выпущена 15 июня 2013 года для Windows и была высоко оценена в прессе; игру хвалили за сохранение ретро-геймплея первых игр о Сонике и за её саундтрек, выдержанный в стиле 1990-х годов. Трилогия игр Before the Sequel, After the Sequel и их приемника Sonic: Chrono Adventure показала необычайно высокий уровень скачиваний для фанатских игр, достигнувший отметки в 120 тыс. к марту 2014 года.

## Игровой процесс
Sonic After the Sequel — 2D платформер в стиле игр Sonic the Hedgehog для Sega Mega Drive. В игре можно играть либо ежом Соником, либо его другом — лисёнком Тейлзом. Оба персонажа могут двигаться вправо или влево с помощью клавиш со стрелками, а также прыгать при нажатии клавиши Z; Тейлз умеет летать, с помощью чего им можно добираться до областей недоступных для Соника. Игра состоит из 7 зон, каждая из которых содержит 3 уровня, за которыми следует битва с доктором Эггманом. Зоны предназначены для скоростного прохождения и включают типичные для серии игр препятствия, среди которых бездонные ямы и мёртвые петли. Окружение и дизайн каждой из игровых зон основан на различных темах, среди которых дом с привидениями, города, пещеры из магмы, зимние парки и сахарные заводы.
Игрок собирает кольца на уровнях и в битвах с боссами, которые выступают как защита: после удара врага или столкновения об опасное препятствие кольца игрока разлетаются в стороны и их можно будет снова собрать. Если же игрок без колец, то любой удар или столкновение приводят к смерти персонажа; игрок теряет одну жизнь и начинает с ближайшей контрольной точки. Если жизни заканчиваются, то игрок начинает проходить зону с первого уровня. Если игрок соберёт 100 колец, то получит дополнительную жизнь, а при завершении уровня с 50 кольцами перемещает игрока на спец-этап, где он может набирать много колец и получать за это дополнительные жизни. В игре также есть бонусы в каждой из игровых зон, активирующиеся нажатием клавиши X. Они включают в себя типичные для серии усиления, такие как щиты и дополнительные жизни, а также новые. Усиления «Луч» для Соника и «Зеркало» для Тейлза были заимствованы из серии игр Kirby.

## Сюжет
В концовке игры Sonic the Hedgehog 2 Соник и Тейлз после победы над Эггманом летят над океаном на биплане торнадо. Начиная с этого момента, Соник и Тейлз замечают остров с лесами и решают высадиться на нём и исследовать. После прохождения 1-й зоны Соник находит робота, похожего на Тейлза, который на деле оказывается ловушкой Эггмана. Робот захватывает Соника в силовое поле, после чего появляется Эггман и крадёт у Соника изумруды хаоса. Тейлз спасает Соника, после чего они вместе отправляются в погоню за Эггманом, чтобы вернуть изумруды.
Ёж и его напарник путешествуют по большему числу зон и сражаются с Эггманом в конце каждой из них. Они следуют за Эггманом в лес, где он ведёт масштабную вырубку деревьев. Вместе с броненосцем Майти они уничтожают машины Эггмана и останавливают вырубку леса. Продолжая путь через лес, они находят призраков, которые пугают Тейлза. Уничтожив одного из роботов, Соник рассматривает его внутреннюю архитектуру, среди которой экран, на котором показаны планы Эггмана по созданию империи и сбросу парящего острова в море.
На пике Паргелион, снежной зоне игры, Соник и Тейлз замечают, как с неба падает перышко. Они садятся на другой дирижабль Эггмана и проходят ещё одну зону, после чего находят ещё одно перо. Они прослеживают перья до птицеподобного робота Эггмана, который охраняет Изумруды. Соник находит Изумруды и использует их, чтобы стать супер Соником. Он сражается с роботом, созданным Эггманом в качестве финального босса игры. После его поражения Соник и Тейлз снова летают на борту «Торнадо», переходя к событиям игры «Sonic the Hedgehog 3».

## Разработка
After the Sequel была создана Фелипе Данелузом (известным в Интернете как «LakeFeperd»), студентом из Сан-Паулу, Бразилия. В отличие от многих давних поклонников Соника, Данелуз поддерживал серию на протяжении её «темного века» с середины до конца 2000-х и наслаждался такими играми, как Sonic Riders Из-за его неизменного энтузиазма по отношению к более поздним играм Sonic the hedgehog, Данелуз решил создать игру Sonic the hedgehog в ретро-стиле. Не будучи хорошо разбирающимся в компьютерном программировании, Данелуз выбрал открытый исходный код, через визуальный игровой движок Sonic Worlds, который предназначен для создания зон Sonic the hedgehog и был основан на другом программном движке Multimedia Fusion 2. Будучи преисполненным решимости выделить свою игру, несмотря на его ограниченные технические навыки, Данелуз решил создать свою первую игру с событиями в промежутке между Sonic the Hedgehog и Sonic the Hedgehog 2 под названием Sonic: Before the Sequel. Он разработал продолжение, озаглавленное «Sonic: After the Sequel», с событиями между «Sonic the Hedgehog 2» и «Sonic the Hedgehog 3», и третью часть, Sonic: Chrono Adventure, события которой происходили между Sonic the Hedgehog 3 и Sonic CD.
Зоны «After the Sequel» были в значительной степени вдохновлены зонами из игры Sonic Heroes. Однако один уровень, названный «RedHot Ride Zone», был основан в основном на уровне с таким же названием из игры Donkey Kong Country 2: Diddy’s Kong Quest. Идеи для других зон пришли от игры Sonic: Riders и от песни в стиле «Sonic» под названием «Combat Night Zone» от исполнителя электроника MaxieDaMan. Данелуз представил Соника с высоким содержанием сахара в зоне «Sugar Splash Zone». Данелуз начал создавать каждый уровень с набросков идей на бумаге, а затем переносил их в Adobe Photoshop перед тем, как приступить к работе над врагами и дизайном уровней. В отличие от издателей многих других игр, на которых основаны фанатские игры, в частности Nintendo, издатель серии Sonic the hedgehog Sega не отправлял жалобу с требованием прекратить распространение, воздержаться от распространения или другое указание на неодобрение распространения игры от Данелуз. Он предположил, что компания не хочет расстраивать своих фанатов.
Сочинением и записью музыки занимались андеграундные музыканты Фальк Ау Йонг, Фэнк Фэншен, Энди Танстолл, Джеймс Ландино, Мистер Ланге, ДиДжей Макс-Е и Ли Сяоань. Данелуз не планировал использовать оригинальную музыку, пока Фальк не обратился к нему с просьбой о сотрудничестве над игрой. Фэнк Фэншен утверждает, что музыка охватывает более двадцати жанров и на неё повлияли рок, джаз, дискотека и трип-хоп, а также саундтреки к игровым франшизам. как «Соник», «Донки Конг» и «Кирби». Из-за того, что уровни в «After the Sequel» обычно занимают больше времени, чем уровни в «Before the Sequel», музыкальные треки длиннее, по оценке Фалька, от одной минуты 45 секунд до трех минут.
В августе 2017 года Данелуз переиздал игру под названием Sonic: After the Sequel DX. В этой версии улучшена физика, добавлен рывок из Sonic Mania и новый финальный босс.

## Критика и отзывы
After the Sequel получил положительные отзывы за возрождение ретро-геймплея «Соника». Тони Понсе из Destructoid резюмировал это как «довольно забавную маленькую жемчужину, которая поддерживает дух Соника эпохи Genesis». Он противопоставил созданную фанатами «After the Sequel» в стиле ретро с усилиями Sega по созданию высококачественных 3D-игр, сокрушаясь о том, что через пятнадцать лет после выпуска Sonic Adventure Sega «всего лишь „сейчас“ начинала осваивать третье измерение». Джон Полсон из IndieGames.com назвал игру «фантастической» и «потрясающей», в то время как Андраш Нельц из Kotaku заявил, что «она выглядит потрясающе», и посоветовал читателям не позволять статусу игры как фанатской работе их отпугивать, от него. Сценарист Nintendo Life Дэмиен Макферран также назвал игру «впечатляющей». Британский игровой персонал веб-сайта Red Bull заявил, что, несмотря на то, что Sega постоянно выпускает игры Sonic the hedgehog, «немногие смогли полностью перенять острые ощущения от полёта через 2D-лабиринт со скоростью света, как это делал фанат Sonic: After The Sequel». Во второй статье Red Bull, написанная автором Бена Силлиса, тот восклицает, что «вы должны играть».
Музыка в игре была особенно хорошо принята. Понсе назвал её «лучшей музыкой на свете» и «просто неописуемой», полагая, что она подняла и без того качественный продукт «на божественный уровень». Два дня спустя Понсе написал статью, посвященную музыке в игре, в которой пояснил, что она равна или превосходит по качеству саундтрек любой другой игры о «Сонике». Более сдержанный Полсон утверждал, что музыка «определенно классная» и более чёткая, чем в играх на Genesis. Точно так же сотрудники Red Bull назвали музыку «совершенно потрясающей», сравнив её с игровыми саундтреками начала 1990-х. Для Макферрана саундтрек был «столь же примечательным», как и остальная часть игры.
Игра доступна для бесплатной загрузки для персональных компьютеров Windows. По состоянию на март 2014 года трилогию скачали 120 000 раз — необычно большое число для фанатских игр — по сравнению с 640 000 копий официальной игры Sonic Lost World (также выпущенной в 2013 году), проданной на Wii U в то же время.

## Комментарии
1. ↑  GameRankings рейтинг игр, выпущенных в 2006 году:
  - Sonic Riders: 43.33% – 63.46%[16][17]
  - Sonic the Hedgehog (2006): 46.12% – 48.74%[18][19]
  - Sonic Genesis: 32.50%[20]
  - Sonic Rivals: 66.17%[21]